# Упреждающее чтение
Упреждающее чтение (англ. read ahead) — это стратегия организации ввода-вывода в операционной системе или СУБД, при которой запросы на чтение блоков, расположенных за текущей областью чтения, выдаются одновременно с запросами на чтение блоков внутри текущей области чтения.
Контроллер ввода-вывода выполняет поиск и чтение блоков данных асинхронно относительно центрального процессора и генерирует прерывания по завершении операции. Если известно, что блоки, расположенные за текущей областью чтения, будут впоследствии прочитаны с большой вероятностью, то запросы на их чтение могут быть выданы одновременно с запросами на чтение блоков, расположенных в текущей области чтения.
По завершении упреждающего чтения данные блока помещаются в буфер сверхоперативной памяти (кэш) и сразу же становятся доступны читающему процессу (процессам).